# Celestún
Celestún est un village dans l'État de Yucatán (sud du Mexique). La ville est située près de la frontière avec l'État de Campeche, à 20.87° Nord, 90.40° Ouest. Celestún se trouve sur le littoral du Golfe du Mexique. En 2000, elle comptait 6 000 habitants. La pêche constitue la principale activité. La ville possède deux phares, l'un datant du XIXe, l'autre de construction plus récente.
Près de Celestún se trouve le Parque Natural del Flamenco Mexicano, une réserve naturelle de 600 km² qui attire de nombreux flamants en hiver.
L'ensemble du site a été classé Réserve de biosphère par l'Unesco sous le nom de Ría Celestún.

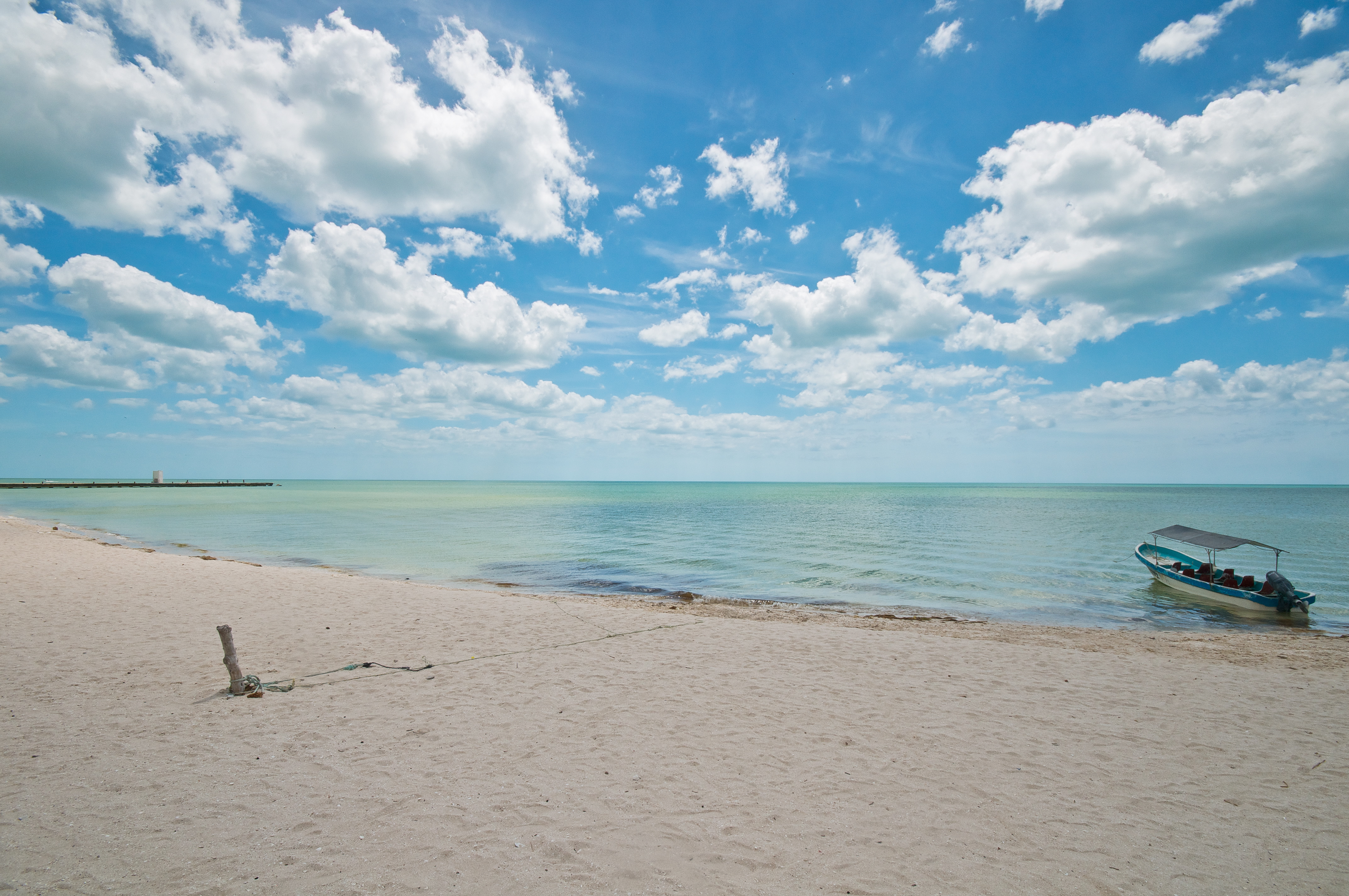
Une plage à Celestún